# Jiří Boček
Jiří Boček (* 25. září 1957 České Budějovice) je český pivovarník a manažer.

## Vzdělání
Absolvoval obor sladovnictví na Středním odborném učilišti pivovarském v Českých Budějovicích. Pokračoval na Střední potravinářské škole v Praze a na Fakultě potravinářské a biochemické technologie Vysoké školy chemicko-technologické v Praze.

## Zaměstnání
Po základní vojenské službě nastoupil do národního podniku Budějovický Budvar, kde byl technologem, mistrem varen a podsládkem. V letech 1991–2016 v této společnosti působil jako ředitel.

## Ocenění
V říjnu 2016 získal od prezidenta České republiky Miloše Zemana Medaili Za zásluhy. Za celoživotní přínos oboru byl v září 2017 uveden do Síně slávy českého pivovarství a sladařství.